# أب غرم (سلماس)
أب‌ غرم هي قرية في مقاطعة سلماس، إيران. يقدر عدد سكانها بـ 469 نسمة بحسب إحصاء 2016.